# Sergi Doria
Sergi Doria és un periodista català. Doctor en ciències de la comunicació a la Universitat Autònoma de Barcelona amb la tesi La voluntat cosmopolita (1999) i professor de teoria i història del periodisme a la Universitat Internacional de Catalunya i a la Universitat Ramon Llull. Entre 1985 i 1991 va ser director de la Guía del Ocio, cronista cultural a El País, El Periódico i l'Avui i en l'actualitat escriu al suplement cultural del diari ABC, a Revista de Libros i Turia.
És autor d'un llibre-reportatge sobre la història dels barris de Barcelona -La Guineueta (1995)- i l'any 2004 va publicar Imatges 1930. Barcelonins i moderns, un conjunt d'històries sobre la vida quotidiana a la ciutat després de l'Exposició Universal de 1929. Així mateix, és coeditor amb Sergio Vila-Sanjuán de Passejades per la Barcelona literària (2005), publicat en el marc de l'Any del Llibre i la Lectura.